# Edward Pakenham (2e baron Longford)
Pour l’article homonyme, voir Edward Pakenham.
Edward Michael Pakenham, 2e baron Longford (1er avril 1743 - 3 juin 1792) est un marin et propriétaire terrien irlandais.

## Biographie
Il est le fils de Thomas Pakenham (1er baron Longford) (en) et Elizabeth Cuffe, 1re comtesse de Longford. Il fait ses études au Kilkenny College et rejoint la Royal Navy à l'âge de seize ans. Il sert pendant la guerre de Sept Ans en participant à des engagements navals au large des côtes de l'Afrique de l'Ouest et de l'Amérique du Nord. Il est capturé par les Espagnols vers la fin de la guerre et détenu pendant plus d'un an. Après son retour à la maison après le traité de Paris, il représente brièvement le comté de Longford à la Chambre des communes irlandaise entre 1765 et 1766. En 1776, il hérite du titre et du siège de son père à la Chambre des lords irlandaise. En janvier 1778, il est retourné au service actif pendant la Guerre d'indépendance des États-Unis, servant dans la Manche et la mer Méditerranée. Il rentre chez lui en 1782 après avoir gagné environ 5000 £ en Parts de prise .
Lord Langford épouse Catherine Rowley, fille d'Hercules Langford Rowley, en 1768. Ils ont plusieurs enfants, dont le général Edward Pakenham. Leur fille Catherine (Kitty) épouse le duc de Wellington. Il est le propriétaire du Château de Tullynally dans le comté de Westmeath qu'il améliore systématiquement de son vivant. Langford est décédé en juin 1792, à l'âge de 49 ans, et est remplacé dans la baronnie par son fils aîné Thomas, qui en 1794 a également succédé à sa grand-mère dans le comté de Longford. Son troisième fils est Sir Hercules Robert Pakenham CB, KCB, un lieutenant-général de l'armée britannique, colonel et aide de camp de Guillaume IV du Royaume-Uni.